# Uster (huyện)
Huyện Uster (tiếng Pháp: District du Uster, tiếng Đức: Bezirk Uster) là một huyện hành chính của Thụy Sĩ. Huyện này thuộc bang Bang Zürich. Huyện Uster có diện tích 112 km², dân số theo thống kê của cục thống kê Thụy Sĩ năm 1999 là 103534 người. Trung tâm của huyện đóng ở Uster. Mã của huyện là 109.